# Haplogonatopus
Haplogonatopus är ett släkte av steklar som beskrevs av Perkins 1905. Haplogonatopus ingår i familjen stritsäcksteklar.
Släktet innehåller bara arten Haplogonatopus oratorius.